# Cold Spring (Minnesota)
Cold Spring (englisch für kalte Quelle) ist eine City im Stearns County im Bundesstaat Minnesota in den Vereinigten Staaten. Das U.S. Census Bureau hat bei der Volkszählung 2020 eine Einwohnerzahl von 4.164 ermittelt. Sie ist Teil der St. Cloud Metropolitan Area.

## Geografie
Cold Springs hat laut des United States Census Bureau eine Fläche von 6,99 km², davon sind etwa 6,92 km² Land- und 0,07 km² Wasserflächen. Die Stadt liegt geografisch gesehen im Wakefield Township, gehört jedoch nicht zu diesem. Umliegende Orte sind Jacobs Prairie im Nordosten, Rockville im Osten, Watkins im Süden und Richmond im Westen.
Die Stadt liegt an der Minnesota State Route 23 zwischen Paynesville und St. Cloud.

## Geschichte

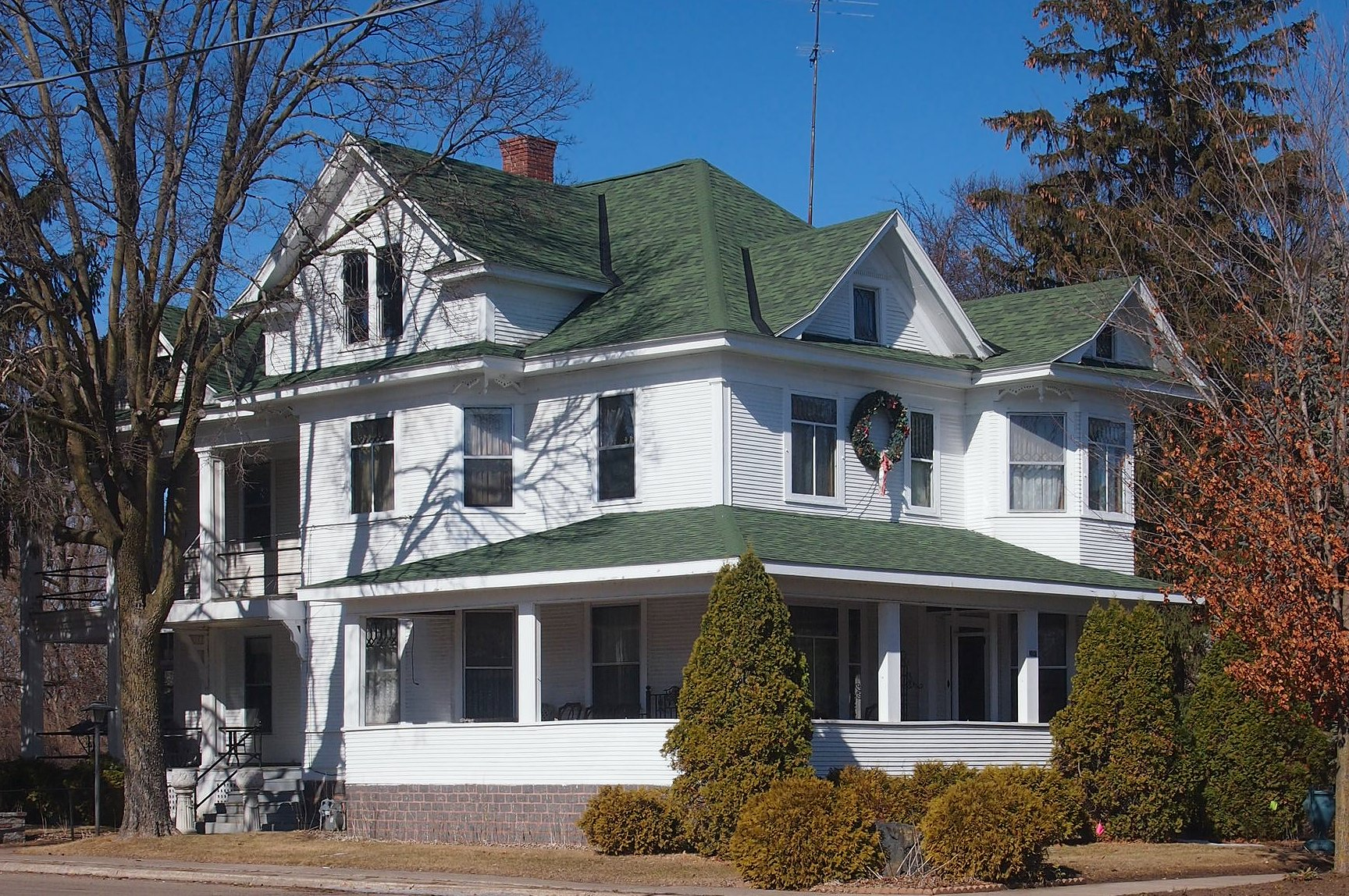
John-Oster-Haus

Die Stadt Cold Spring wurde 1856 gegründet. Ihren Namen erhielt die Stadt durch die Lage in der Nähe mehrerer kleinerer Quellen. Seit 1857 gibt Cold Spring ein Postamt, das bis 1889 den Namen Cold Spring City trug, der dann zu Cold Spring verkürzt wurde.
Für die Stadt Cold Spring sind im National Register of Historic Places der Vereinigten Staaten drei Kulturdenkmale eingetragen, das John-Oster-Haus, das Ferdinand-Peters-Haus (beide erbaut im Jahr 1907) sowie das im Jahr 1912 errichtete Eugene-Hermanutz-Haus.
Internationales Aufsehen erlangte die Stadt am 24. September 2003, als ein 15-Jähriger Schüler der örtlichen Rocori High School zwei seiner Mitschüler erschoss. Der Täter wurde später festgenommen.

## Medien
Aus Cold Spring kommt der zum Adult-Contemporary-Format gehörende Radiosender KMXK (94.9 FM). Des Weiteren sind Radiosender aus St. Cloud und über Mittelwelle auch aus dem weiter entfernten Minneapolis hörbar. Cold Spring besitzt keinen eigenen Fernsehsender. Die am besten in Cold Spring empfangbaren Sender sind KPXM aus St. Cloud und KSAX aus Alexandria.

## Sonstiges
Die Kriminalitätsrate ist in Cold Spring um etwa 71 % niedriger als der US-Durchschnitt. Die Wahrscheinlichkeit, Opfer eines Verbrechen zu werden, liegt bei 1 zu 124. Häuser sind in Cold Spring im Durchschnitt um etwa 14 % günstiger als im amerikanischen Durchschnitt. Im Gegenzug sind die Lebenshaltungskosten im Vergleich zu anderen Städten in Minnesota recht hoch.

## Persönlichkeiten
- Eleanor Holthaus (* 2000), Volleyballspielerin